# دوائر وبلديات ولاية تلمسان
تنقسم ولاية تلمسان الجزائرية إداريا إلى دوائر وبلديات : بوقناية عبد العالي

التقسيم الإداري

- دائرة تلمسان
  - تلمسان
- دائرة المنصورة
  - المنصورة
  - تيرني بني ھديل
  - عين غرابة
  - بني مستار
- دائرة شتوان
  - شتوان
  - عين فزة
  - عمير
- دائرة أولاد ميمون
  - أولاد ميمون
  - الواد الأخضر
  - بني صميل
- دائرة عين تالوت
  - عين تالوت
  - عين نحالة
- دائرة بن سكران
  - بن سكران
  - سيدي العبدلي
- دائرة الرمشي
  - الرمشي
  - بني ورسوس
  - عين يوسف
  - السبعة شيوخ
  - الفحول
- دائرة الحناية
  - الحناية
  - زناتة
  - أولاد رياح
- دائرة الغزوات
  - الغزوات
  - السواحلية
  - تيانت
  - دار يغمراسن
- دائرة ندرومة
  - ندرومة
  - جبالة
- دائرة فلاوسن
  - فلاوسن
  - عين فتاح
  - عين الكبيرة
- دائرة مغنية
  - مغنية
  - حمام بوغرارة
- دائرة بني بوسعيد
  - بني بوسعيد
  - سيدي مجاهد
- دائرة صبرة
  - صبرة
  - بوحلو
- دائرة سبدو
  - سبدو
  - القور
  - العريشة
- دائرة سيدي الجيلالي
  - سيدي الجيلالي
  - البويهي
- دائرة بني سنوس
  - بني سنوس
  - العزايل
  - بني بهدل
- دائرة باب العسة
  - باب العسة
  - السواني
  - سوق الثلاثاء
- دائرة مرسى بن مهيدي
  - مرسى بن مهيدي
  - مسيردة الفواقة
- دائرة هنين
  - هنين
  - بني خلاد